# Konrad Kutt
Konrad Kutt (* 1941 in Berlin) ist ein deutscher Berufs- und Wirtschaftspädagoge.

## Leben
Nach einer Lehre zum Industriekaufmann mit anschließender Tätigkeit bei Siemens und dem Abitur im Zweiten Bildungsweg studierte er Wirtschaftspädagogik (Dipl.-Hdl.) für das Lehramt an Berufsbildenden Schulen an der Freien Universität Berlin (1968–1974). Seine Diplomarbeit (1972) zur „Berufspädagogischen Ausbildung der Ausbilder“ schrieb er bei Wolfgang Lempert.
Er ist ein Vertreter und Wegbegleiter der qualitativen, gestaltenden Berufsbildungsforschung. Sein Arbeitsschwerpunkt während seiner wissenschaftlichen Tätigkeit (1974–2006) im Bundesinstitut für Berufsbildung (in Berlin und Bonn) war die wissenschaftliche Koordination, Betreuung und Förderung von Wirtschafts-Modellversuchen, deren methodologisches Konstrukt mit der Trias „Wissenschaft-Praxis-Kommunikation“ beschrieben wird, von Sloane als ein „institutioneller Austauschprozess zwischen einer wissenschaftlichen Einrichtung und mindestens einer weiteren sozialen Institution verstanden“. Ähnlich argumentieren Euler und Kutt in „Modellversuche und Organisationsentwicklung“.

### Forschungsschwerpunkte

#### Pädagogische Qualifizierung betrieblicher Ausbilder
Parallel zum Erlass der Ausbildereignungsverordnung (1972) befasste sich Konrad Kutt wissenschaftlich und lehrend mit der Situation und Weiterbildung betrieblicher Ausbilder und Ausbildungsberater der Kammern.

#### Juniorenfirmen
Er begleitete maßgeblich die Entstehung und stetige Weiterentwicklung der Ausbildungsmethode „Juniorenfirma“ zur Kompetenzentwicklung des unternehmerischen Denkens und Handelns (Entrepreneurship).
Ausgehend von einem von Konrad Kutt und Prof. Wolfgang Fix (Zahnradfabrik Friedrichshafen) begleiteten Modellversuch (1983–1986) kam diese Methode immer stärker in den Mittelpunkt betrieblichen und schulischen Interesses (Schülerfirmen). Später gelang es ihm auch, den Aspekt der ökologischen und sozialen Nachhaltigkeit in diese Methode zu integrieren, u. a. auch gemeinsam mit dem Bundesverband Nachhaltige Wirtschaft.

#### Berufliche Umweltbildung und Bildung für nachhaltige  Entwicklung
Mit Hilfe vielfältiger wissenschaftlich begleiteter Modellversuche des BMBF gelang es Konrad Kutt zu Beginn der 1990er Jahre Umweltbildung und Bildung für eine nachhaltige Entwicklung stärker in die Berufliche Bildung zu integrieren. Heute ist „Nachhaltigkeit“ einerseits in fast allen Ausbildungsordnungen und Rahmenlehrplänen verankert; andererseits gibt es eine Fülle praxisnaher Handreichungen und berufsbezogener Materialien sowie Good-Practice-Sammlungen an deren Entstehung Konrad Kutt maßgeblich beteiligt war.
Nach seiner Tätigkeit im BIBB gründete er 2010 das „Institut für Nachhaltigkeit in Bildung, Arbeit und Kultur“ (INBAK) mit weiteren praxisorientierten Projekten.

#### Nachhaltige BücherboXX
Ausgehend von den in Deutschland aufkommenden öffentlichen Bücherschränken legte Konrad Kutt 2010 den Grundstein für die berufspädagogisch orientierte Nachhaltige BücherboXX mit einer breiten öffentlichen Resonanz und einer stetigen innovativen und internationalen Weiterentwicklung. Mit Bezug zum Bahnhof Grunewald wurden inhaltlich die mit dem Holocaust verbundenen Themen in der BücherboXX aufgegriffen, beispielhaft „Erinnern durch Lesen“.
Das Projekt stellt auf der von ihm verantworteten Webseite über 20 BücherboXXen vor, die in teils internationaler Zusammenarbeit mit Berufsschulen und Ausbildungseinrichtungen konzipiert und entwickelt wurden. In diesem Rahmen wurden ergänzend auch mehrere Filme erarbeitet.
Gemeinsam mit seiner Frau Gabriele führt er den Salon „KunstStücke Grunewald“ mit regelmäßigen Ausstellungen, Lesungen, Konzerten und Diskussionen.

## Auszeichnungen
2019 wurde Konrad Kutt mit der Bürgermedaille des Bezirks Charlottenburg-Wilmersdorf ausgezeichnet.

## Schriften (Auswahl)
- Konrad Kutt: Aus- und Weiterbildung der Ausbilder: Bilanz und Perspektiven. In: Zeitschrift für Pädagogik. H. 6/1980, S. 825–839
- Gerhard de Haan, Dieter Jungk, Konrad Kutt u. a.: Umweltbildung als Innovation. Bilanzierungen und Empfehlungen zu Modellversuchen und Forschungsvorhaben. Heidelberg 199710
- Konrad Kutt, Heinrich Meyer und Barbara Töpfer: Globale Entwicklung in der Beruflichen Aus- und Weiterbildung mitgestalten. In: Orientierungsrahmen für den Lernbereich Globale Entwicklung. 2. Aktualisierte und erweiterte Auflage, Im Auftrag der Kultusministerkonferenz, S. 379–411, Bonn 201611
- Konrad Kutt: Modellversuche und Organisationsentwicklung. In: Berufsbildung und Organisationsentwicklung. Hg. Von Gisela Dybowski, Helmut Pütz, Felix Rauner. Bremen: Donat 1995. S. 240–258.
- Konrad Kutt: The BookboXX. A Sustainable Street Library. In: Petra Hauke u. a.: Going Green: Implementing Sustainable Strategies in Libraries Around The World. IFLA Publications Volume 177 (De Gruyter) Berlin 2018, S. 94–102.12